# Castres (Tarn)
Castres is een stad en gemeente in het Franse departement Tarn (regio Occitanie). De gemeente telde 42.700 inwoners op 1 januari 2022. De plaats is de onderprefectuur van het arrondissement Castres.

## Geschiedenis

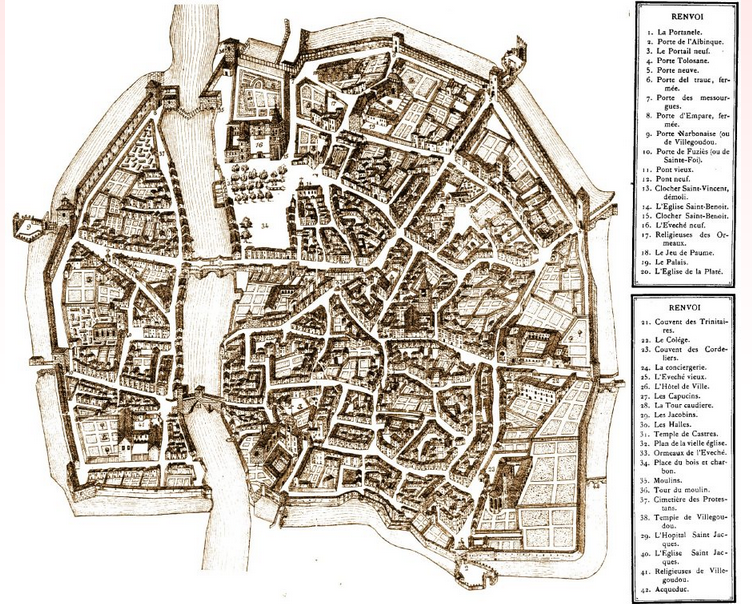
Castres in 1674

Castres ontstond aan de oevers van de Agout waar reeds in de 3e eeuw christelijke missionarissen zich vestigden. Op de rechteroever van de rivier werd in 647 een benedictijnerabdij gesticht door heren van het hof van Sigibert III. Met zijn ligging langs de Via Tolosana, een van de vier Franse hoofdpelgrimsroutes naar Santiago de Compostella, en de aanwezigheid sinds 955 van relikwieën van Vincentius van Zaragoza in de 9e-eeuwse abdijkerk werd Castres een bekende etappeplaats van de bedevaartstochten. De roem van de abdij was tanende, wat kan afgeleid worden aan het feit dat de abdij in 1074 aangestuurd werd vanuit de abdij Saint-Victor in Marseille. In de middeleeuwen waren er leerlooierijen langs de Agout. De stad had een belangrijke textielnijverheid. 
Paus Johannes XXII verhief de stad tot zetel van een bisdom op 9 juni 1317. Tijdens de godsdienstoorlogen waren er confrontaties tussen katholieken en hugenoten, die veel aanhang kenden in de stad. De stad werd tot drie maal ingenomen en deels vernield. Tussen 1670 en 1760 lieten de bisschoppen van Castres grote werken uitvoeren aan de kathedraal, het bisschoppelijk paleis en de bruggen in de stad. Het bisdom en de zetel bleven tot 1801 waarna het bisdom terug toegevoegd werd aan het aartsbisdom Albi.
In de 19e eeuw kende de stad een grote groei dankzij de industrialisatie.

## Geografie
De oppervlakte van Castres bedroeg op 1 januari 2022 98,17 vierkante kilometer; de bevolkingsdichtheid was toen 435 inwoners per km².
De onderstaande kaart toont de ligging van Castres met de belangrijkste infrastructuur en aangrenzende gemeenten.

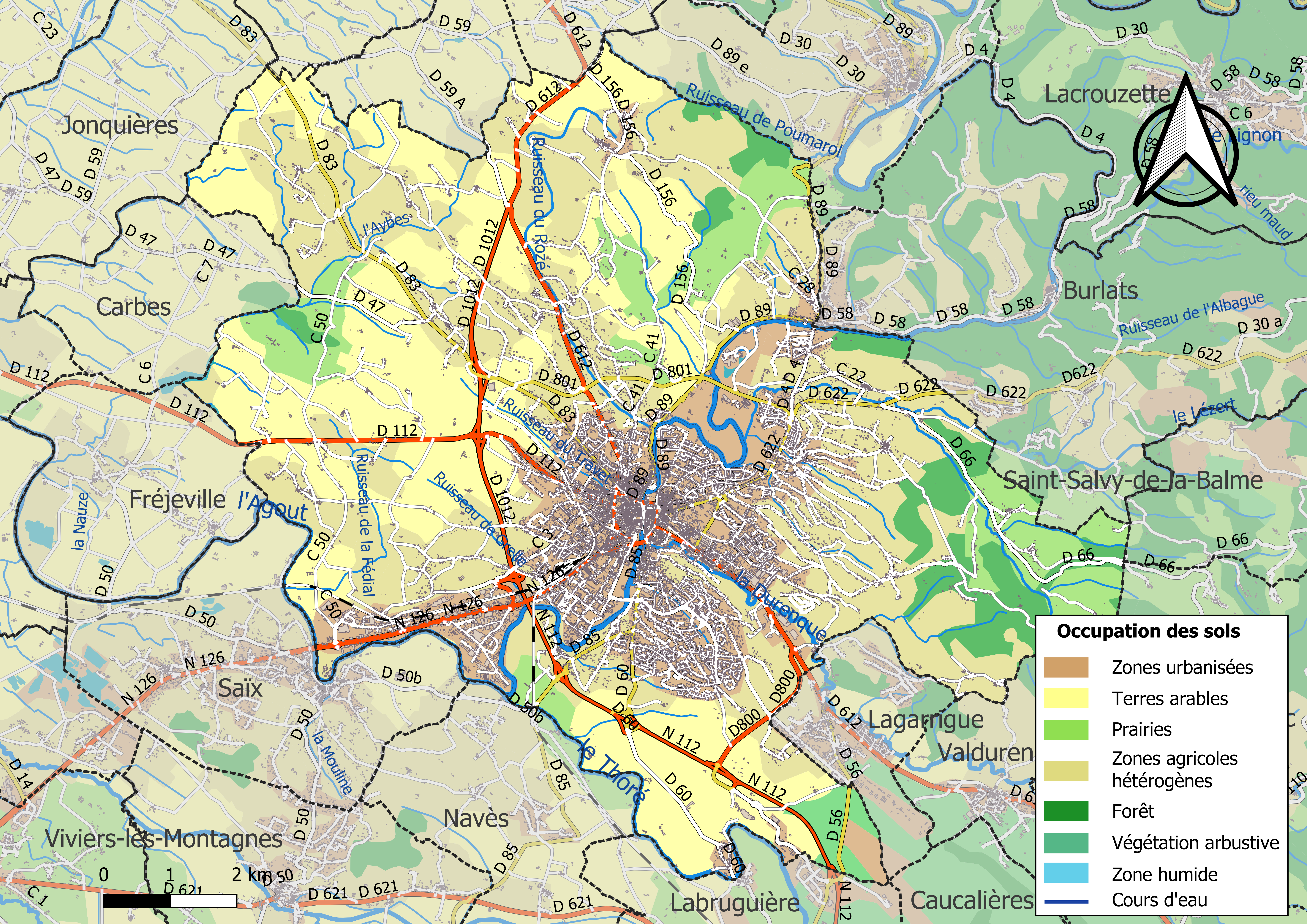

## Verkeer en vervoer
In de gemeente ligt spoorwegstation Castres. Ook is er ten zuidoosten van de gemeente de regionale Luchthaven Castres-Mazamet.

## Demografie
Onderstaande figuur toont het verloop van het inwonertal (bron: INSEE-tellingen).

## Economie
De Laboratoires Pierre Fabre, een van de belangrijkste farmaceutische bedrijven in Frankrijk, is gevestigd in Castres.

## Bezienswaardigheden

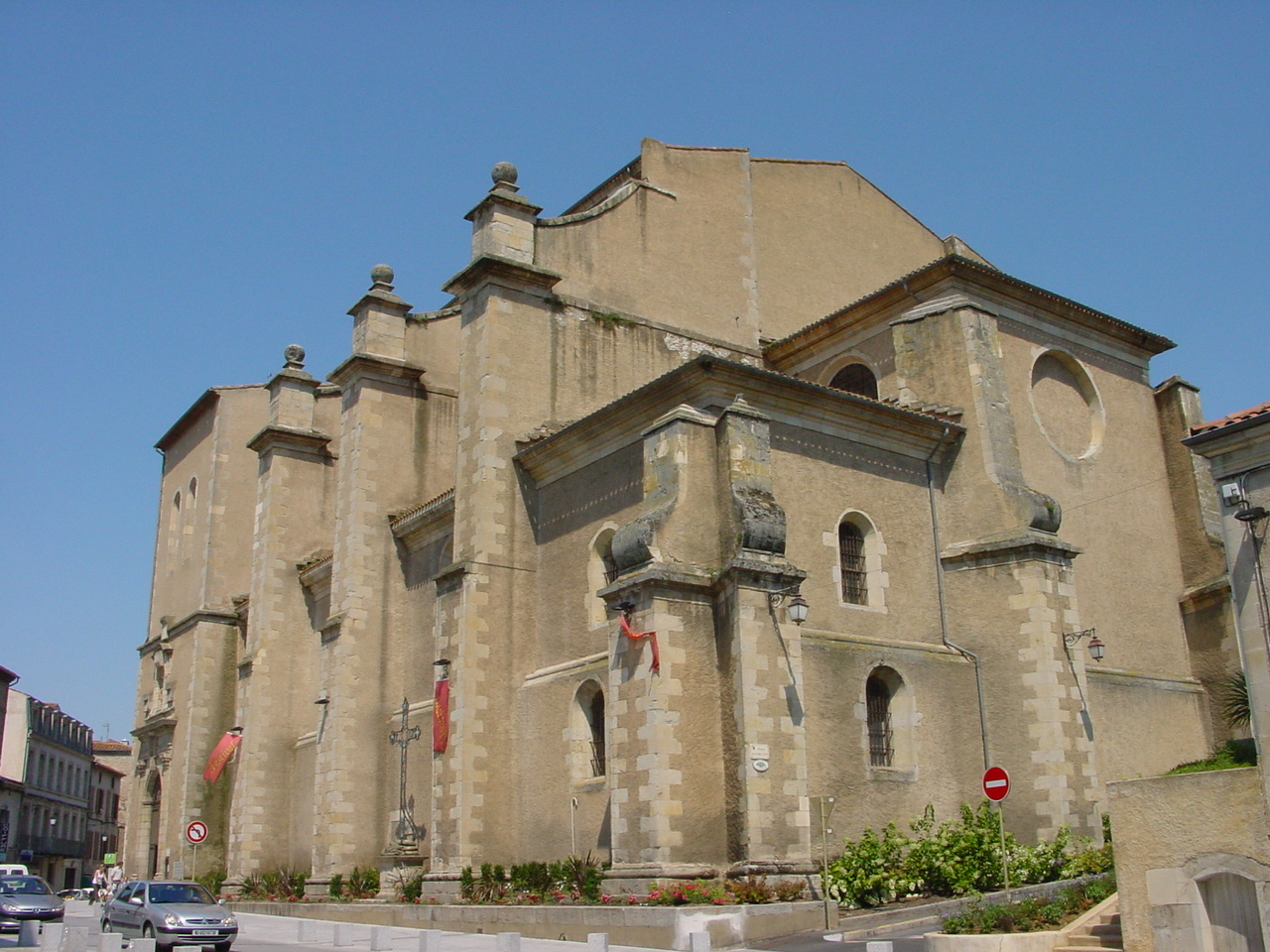
Kathedraal

Een deel van het historisch centrum van Castres (l'Ecusson) is autovrij gemaakt. Bezienswaardigheden zijn:
- Kathedraal Saint-Benoît
- Voormalig bisschoppelijke paleis (17e eeuw, ontworpen door Jules Hardouin-Mansart) met tuinen ontworpen door André Le Nôtre. In het paleis zijn het stadhuis en het Musée Goya gevestigd.[4]
- Musée Jean-Jaurès

## Sport

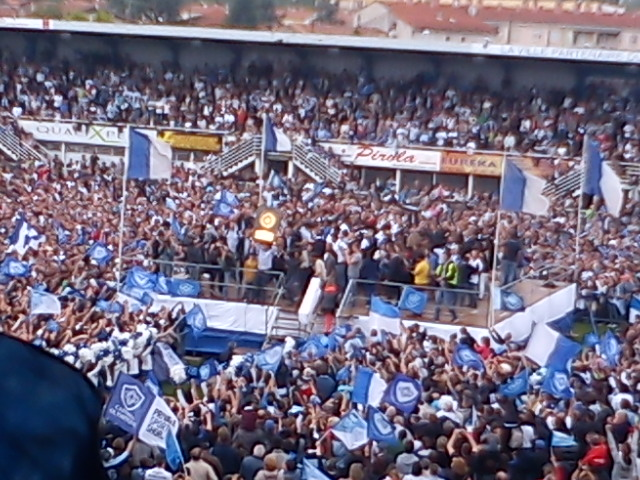
Kampioenenviering van Castres Olympique in 2013

De rugbyclub Castres Olympique speelt in Castres.

## Geboren
- Pierre Borel (1620-1671), wetenschapper, scheikundige, arts en plantkundige
- André Dacier (1651-1720), vertaler
- John Ligonier (1680-1770), officier
- Jean Jules Cambos (1828-1917), beeldhouwer
- Arthur Batut (1846-1918), fotograaf
- Jean Jaurès (1859-1914), socialistisch politicus
- Roger Peyrefitte (1907-2000), schrijver en historicus
- Gaston Puel (1924-2013), dichter
- Pierre Fabre (1926-2013), farmacoloog
- Jacques Limouzy (1926-2021), politicus
- Jacques Esclassan (1948), wielrenner
- Claude Puel (1961), voetballer en trainer
- Maryline Salvetat (1974), wielrenster (veldrijden)
- Jean-Marc Marino (1983), wielrenner
- Saphir Taïder (1992), voetballer